# Величні миттєвості історії
Величні миттєвості історії або Зоряні миті людства (нім. Sternstunden der Menschheit) — серія історичних мініатюр 1927 року австрійського письменника Стефана Цвейга. У своєму першому виданні він помістив лише п'ять мініатюр і збільшив серію до 14 у пізніших виданнях. Автор у своїх мініатюрах описує історичні події, що так чи інакше вплинули на хід історії людства.

## Сюжет
1 Всесвітня мить Ватерлоо (нім. Die Weltminute von Waterloo). Поразка імператора Наполеона Бонапарта в битві при Ватерлоо.
Підзаголовок: Наполеон
Дата: 18 червня 1815 року
Головним героєм мініатюри був маршал Франції і один з командувачів армії Наполеона Емануель Груші. Він отримав наказ імператора не допустити об'єднання пруського командувача фельдмаршала Блюхера, якого він переслідував після нищівної поразки пруських військ в битві при Лін'ї, з основними військом Веллінгтона під містечком Ватерлоо. Втім через свої нерішучі дії він не досяг успіху, не перешкодивши Блюхеру і сам не встиг прийти на допомогу Наполеону. У зв'язку з цим значною мірою Наполеон зазнав поразки в битві під Ватерлоо.
2 Марієнбадська елегія (нім. Die Marienbader Elegie). Йоганн Вольфганг Гете пише свою знамениту «Марієнбадську елегію».
Підзаголовок: Гете між Карлсбадом та Веймаром
Дата: 5 вересня 1823 року
Марієнбадська елегія — вірш про кохання, який трактує нездійснену любов 73-х річного Йоганна Гете до 17-ти річної Ульріки фон Леветцов. Розповідь починається у вагоні між Карлсбадом та Веймаром 5 вересня 1823 року. Цю пізню любов Гете і написану під її впливом елегію, можна охарактеризувати як вершину його творчості, що спонукала його до пізніших творів.
3 Відкриття Ельдорадо (нім. Die Entdeckung Eldorados). Підприємливий авантюрист Джон Саттер виявляє золото в Новій Гельвеції, що поклало початок Каліфорнійської золотої лихоманки.
Підзаголовок: Дж. О. Саттер, Каліфорнія
Дата: Січень 1848 року
Джон Саттер або Йоганн Зуттер — американський піонер «дикого Заходу», авантюрист і підприємець швейцарського походження одержав у 1841 році від губернатора Каліфорнії право на володіння і заснування колоніального поселення на площі близько 197 км², яке він назвав Нова Гельвеція. В основу діяльності поселення було покладено сільськогосподарське виробництво. На фермах працювало кілька тисяч робітників і орендарів. Господарства нараховували кілька тисяч корів, кілька сотень коней і приносили величезні прибутки. Але одного разу, при будівництві млина, тут було знайдено золото, після чого багате та безпечне життя Зутера закінчилося. Робітники та орендарі покинули роботу і почали самовільно захоплювати ділянки землі, на яких мили золото. Зутер збанкротував. У 1855 році Каліфорнійський суд підтверджує права Зуттера на землю та збудовані поселення, але суд у Вашингтоні відміняє це рішення. Більше двадцяти років Зутер безуспішно оббиває пороги чиновників уряду, Сенату, Конгресу та Верховного суду. У 1880 році поблизу будівлі Конгресу знаходять мертвим старця-жебрака, як чиновники називали його «генерала», в кишені якого лежав пошарпаний документ, що за всіма земними, а особливо американськими законами, підтверджував, що його володар і його спадкоємці володіли чи не найбільшим статком в історії людства.
4 Героїчна мить (нім. Heroischer Augenblick). Інсценування страти Федора Достоєвського («страта» петрашевців).
Підзаголовок: Достоєвський, Петербурґ, Семенівська площа
Дата: 22 грудня 1849 року
В цій мініатюрі Цвейг описує історичні події в кріпосній Росії. Військовий суд засуджує до страти 15 членів неформального інтелігентського гуртка «Петрашевці» (серед яких був і письменник Федір Достоєвський), яка була замінена в день страти 22 грудня 1849 року різними строками каторжних робіт. Достоєвський вже знаходився на петербурзькій Семенівській площі, коли смертний вирок царя Миколи I в останню секунду було змінено на чотири роки заслання на примусові роботи до Сибіру з подальшим призовом на військову службу. Прощення дало змогу Достоєвському написати свої твори та здійснити деякий свій вплив на літературу цієї колоніальної імперії.
5 Боротьба за Південний полюс (нім. Der Kampf um den Südpol). Роберт Скотт і його експедиція з неймовірними труднощами підкоряють Південний полюс.
Підзаголовок: Капітан Скотт, 90° Пд.ш.
Дата: 16 січня 1912 року
Перебіг експедиції Скотт описує в своєму щоденнику, де в кінці переходу з'являються тривожні записи про «каторжну працю» та надзвичайне виснаження членів команди, але повернутись на зимову базу він відмовився. Проте найгірше розчарування спіткало їх за кілька кілометрів до полюса, коли вони побачили залишки табору норвезької експедиції Амундсена, що побувала там за 35 днів до них — намет та норвезький прапор, що розвівався над ним. Тоді ж керівник експедиції записав:
«Норвежці випередили нас і досягли полюса першими. Для нас це жахливе розчарування, мені шкода моїх вірних товаришів […] Завтра ми повинні дійти до полюса, а тоді повертатись додому якомога швидше. Зараз уже не час для ілюзій; повернення буде виснажливим.» (Роберт Скотт)
17 січня 1912 року Роберт Скотт і його четверо супутників нарешті досягають Південного полюса, щоб виявити в наметі лист Раля Амундсена до того невідомого, хто другим ступить на Південний полюс, з проханням переслати його норвезькому королю Гекону VII. Скот бере на себе виконання цього найтяжчого обов'язку:
«Свідчити перед людством про чужий подвиг, до якого сам прагнув усе життя…» (Стефан Цвейг)
В гіркому розчаруванні і сильному фізичному виснажені експедиція повертається назад, на базу на острові Росса. На цьому шляху, не дійшовши всього 20 км до складу з продуктами і пальним, команда гине (Едгар Еванс — 17 лютого, Лоуренс Оутс — 16 березня, Роберт Скотт, Генрі Г. Боверс та Едвард Вілсон — 19 березня 1912 року).
6 Втеча в безсмертя (нім. Flucht in die Unsterblichkeit). Васко Нуньєс де Бальбоа відкриває Тихий океан.
Підзаголовок: Відкриття Тихого океану
Дата: 25 вересня 1513 року
Автор в цій мініатюрі розповідає про відкриття європейцями Тихого океану. Іспанський конкістадор, авантюрист Васко Нуньєс де Бальбоа, який висадившись на атлантичному узбережжі Панамського перешийку, заснував у 1510 році поселення Дарієн. Дізнавшись від місцевих жителів про велике південне море, що лежить на захід від перешийку, взявши з собою 190 солдатів, серед яких був майбутній іспанський завойовник Перу Франсіско Пісарро, рушив у дорогу. Шлях лежав у гористій, важкопрохідній, південно-східній частині перешийку. І вже через три тижні з 190 солдатів залишилося лише 69. Насправді 25 вересня 1513 року йому вдалося побачити велику водойму з високого Панамського хребта — на заході, коли далеко на сході, ще виднівся Атлантичний океан. Він був першим європейцем, який побачив Атлантичний і Тихий океани одночасно.
7 Завоювання Візантії (нім. Die Eroberung von Byzanz). Константинополь, останні залишки візантійської імперії потрапляють під османське володіння.
Дата: 29 травня 1453 року
«Завоювання Візантії» розповідає про облогу Константинополя османами під керівництвом султана Мехмеда II 29 травня 1453 року, які змогли увійти в місто через забуту браму, тоді як місто чинило шалений опір усім відкритим атакам османів. Цвайг звинувачує християнську Європу в падінні Візантії.
Неможливо з'ясувати, що цей опис Цвейга вірний, оскільки існують різні гіпотези про прорив яничар в місто. У християнській історії описується, що вони зайшли в місто через невелику незамкнену браму, так звану Керкопорту. Османські літописці, однак, вказують на дисципліну як на основну причину перемоги яничарів.
8 Воскресіння Георґа Фрідріха Генделя (нім. Georg Friedrich Händels Auferstehung). Георг Фрідріх Гендель одужує і пише свою знамениту ораторію «Месія».
Дата: 21 серпня 1741 року
Ця мініатюра описує створення композитором ораторії Месії в серпні 1741 року, абсолютно неісторичне і вигадане як фантасмагоричне оповідання.
Гендель був настільки серйозно хворий після інсульту, що лікарі йому не давали жодного шансу. Але він одужав після лікування в Аахені і — згідно з історією Цвейга — створив свій найвідоміший твір наче в шаленстві.
Ідея для Месії виникла у Генделя від Чарльза Дженнеса, який раніше написав лібрето для ораторського мистецтва його ораторії «Саула». Фрідріх не дуже хотів щось робити в сезоні 1741/42 років. У попередньому сезоні його остання спроба продовжити свої італійські опери «Іменео» та «Дейдамію» зазнала невдачі. Найвідомішим моментом ораторії є алілуя, який завершує другу з трьох частин твору.
9 Геній єдиної ночі (нім. Das Genie einer Nacht). Французький військовий інженер, поет та композитор Клод Жозеф Руже де Ліль написав за одну ніч свою знамениту «Марсельєзу».
Підзаголовок: «Марсельєза»
Дата: 25 квітня 1792 року
Генієм однієї ночі став молодий французький офіцер Руже де Ліль, який 25 квітня 1792 року написав знамениту «Марсельєзу», що пізніше стала гімном Франції.
Руже де Ліль написав і склав її в ніч з 25 на 26 квітня 1792 року в Страсбурзі в Ельзасі, під час оголошення Францією війни Австрії, і назвав: «Військова пісня Рейнської армії» (фр. «Chant de guerre pour l'armée du Rhin»).
Пісня пізніше стала революційною піснею під назвою «Марсельєза» (фр. Marseillaise), тому що її співали 500 солдат-добровольців з Марселя, коли вони 30 липня 1792 року входили в Париж.
10 Перше слово з-за океану (нім. Das erste Wort über den Ozean). Сайрус В. Філд встановлює перший Трансокеанічний кабель.
Підзаголовок: Сайрус В. Філд
Дата: 28 липня 1858 року
Перше слово через океан прозвучало після прокладки першого трансатлантичного кабелю і це сталося завдяки нью-йоркському бізнесмену Сайрусу В. Філду, який присвятив цьому все своє життя, і 28 липня 1858 року з прокладкою першого функціонального телеграфного кабелю між Ньюфаундлендом і Ірландією, почалася ера телеграфного зв'язку між Старим та Новим світом.
Цвейг описує численні технічні проблеми, які супроводжували ці події. Виготовити кабель і спорудити обладнання для прокладки кабелю зайняло п'ять місяців. Вітрильний пароплав «Great Eastern» проклав понад 4200 км трансатлантичного кабелю з деякими надзвичайними подіями. Так кабель обірвався і був втрачений. Перший прокладений кабель також вийшов з ладу через кілька тижнів його експлуатації, ймовірно, через проблеми з ізоляцією.
11 Втеча до Бога (нім. Die Flucht zu Gott). Додатковий акт до твору Льва Толстого «Світло сяє у темряві».
Підзаголовок: Епілог до незакінченої драми Льва Толстого «І світло сяє в темряві»
Дата: Кінець жовтня 1910 року
Мініатюру «Втеча до Бога» Цвайг називає епілогом до незавершеної драми Льва Толстого: «І світло сяє в темряві», в якій він описує останні дні Толстого восени 1910 року. Заголовок — це цитата з першого розділу Євангелія від Івана. В ньому, в 5-му вірші, сказано: «І світло світить в темряві, і темрява не зрозуміла цього».
Толстой не визначився з тим, як вирішити конфлікт між його бажанням залишитися бездомним і його життям як землевласника. 10 листопада 1910 року у віці 82 років він пішов з дому, залишивши сім'ю, щоб жити життям аскета. Але по дорозі він захворів і помер у квартирі керівника станції Астапово Івана Озоліна.
12 Пломбований потяг (нім. Der versiegelte Zug). Володимир Ленін сідає в потяг, замовлений Центральними державами (Четверний Союз) для забезпечення початку російської революції.
Підзаголовок: Ленін
Дата: 3 (16) квітня 1917 року
«Пломбований потяг» описує подорож Леніна в пломбованому вагоні, що розпочалася 27 березня (9 квітня) 1917 року. Він залишає Швейцарію та їде до Росії, щоб втрутитися в хід Російської революції.
Після Лютневої революції 1917 року, Ленін та інші комуністичні ватажки спішно повернулися до Росії зі Швейцарії через Німеччину, Швецію та Фінляндію за підтримки Верховного командування Німеччини. Вони їхали в пломбованому потязі, який був оголошений екстериторіальним районом.
Знамените повернення Леніна до Росії 3 (16) квітня 1917 року, кардинально змінило в ній ситуацію. Його програма передбачала негайне закінчення війни, чого так добивалася Німеччина. Цвейг пише в останньому розділі цієї мініатюри:
«І як тільки з'являється Володимир Ульянов, чоловік, що ще позавчора знімав квартирував у шевця, вийшов з вагона, тисячі рук підхопили його й підняли на броньовик. Прожектори з сусідніх будинків і фортеці освітили його фігуру. І прямо з броньовика він виголошує свою першу промову до народу. Вулиці затремтіли від оплесків. А незабаром почалися „десять днів, які потрясли весь світ“. Снаряд вибухнув і підірвав імперію, а може, й весь світ». (Стефан Цвейг)
13 Цицерон (нім. Cicero). Зусилля Марка Тулія Цицерона щодо відновлення республіки після вбивства Юлія Цезаря.
Підзаголовок: Голова на трибуні
Дата: 43 рік до н. е.
У цій главі описується реакція Марка Тулія Цицерона на вбивство Юлія Цезаря та його спроба відновити республіку. Цицерон намагається нав'язати свій гуманістичний світогляд проти так званого «Другого тріумвірату» (що складався з Октавіана Августа, Марка Антонія та Марка Емілія Лепіда) за допомогою своїх «Філіппікових промов». Однак він зазнає невдачі, був занесений у проскрипційні списки (списки людей, що підлягали знищенню) і 7 грудня 43 до н. е. був вбитий Гаєм Попілієм Лаєном, за наказом Марка Антонія.
Цей текст про ставлення тогочасного суспільства до диктатури яка була споріднена з сучасним націонал-соціалізмом. Сам Цвайг написав у листі австрійському письменнику Феліксу Брауну з заслання в Лондоні:
«Я нічого не писав, окрім свого щоденника і підготував матеріали про смерть Цицерона: того, хто зазнав диктатури, який мріяв про порядок і наполягав на верховенстві права». (Стефан Цвейг)
14 Провал Вілсона (нім. Wilson versagt). Невдача президента США Вудро Вільсона в переговорах щодо Версальського мирного договору.
Підзаголовок: Невдача Вілсона
Дата: 1919—1921 роки
Цвайг описує невдачу президента США Вудро Вільсона, який хоче створити мирний світовий порядок після Першої світової війни, що задовольняв би всі сторони переговорів. Вільсон їхав до Європи у супроводі надій багатьох народів. Але переговори про Версальський мир були надзвичайно жорстокими, національні інтереси окремих сторін переважали інтереси здорового глузду, і могли призвести до зриву переговорів і невдачі у створенні Ліги Націй, яка забезпечила б мирне співіснування країн Європи і Світу у післявоєнний період. Радники президента йому настійливо радили, щоб він пом'якшив вимоги, для одержання хоч якогось позитивного результату. Зрештою Вільсон пішов на поступки, а його «Чотирнадцять пунктів» лягли в основу Версальського мирного договору і він був підписаний.

## Видання
До першого видання книги було включено лише п'ять мініатюр. Друге (німецьке) видання 1940 року додало до них мініатюри перелічені вище під номерами від 6 до 12 включно. Останні дві мініатюри були додані до пізніших німецьких видань, і вже були частиною першого англійського видання, опублікованого під назвою «Приплив долі: Дванадцять історичних мініатюр».

## Реакція суспільства та критика
Книга була схвально сприйнята публікою після її видання.

Німецький письменник Арнольд Бауер пише у біографії Стефана Цвейга:
| «Стефан Цвайг шукає сенсаційне „відкриття“. Там, де деталі, які здавалося б були очевидними і лежали на поверхні»[4]. |
Деякі джерела викликають сумніви щодо відтворення Цвейгом вірогідних історичних фактів, наприклад, коли він пише про підкорення Константинополя, він розповідає версію «забутої брами» Керкопорти, яка не була чітко перевірена і підтверджена історичними документами.

Але критики мову викладення творів Цвейга в основному схвалюють, завдяки якій історія оживає і може переживатись знову і знову, навіть якщо автор іноді пише надто захоплено. Арнольд Бауер пише:
| «Стефан Цвайг іноді зворушений власним ентузіазмом. Це проявляється лінгвістично особливо у моменти вибору найвищого рівня та геніального терміну. Іноді чудовою формою твору є, здається, свідомий стилістичний прийом»[4]. |

Арнольд Бауер пише у біографії Цвайга також про мініатюру «Всесвітня мить Ватерлоо»:
| «Порівняно незначний епізод, такий як нерішучі дії Груші на посаді командира французького ар'єргарду, Цвейгом трактується як момент долі, що провокує лавину подій, які призвели до падіння Наполеона (наче кінець Наполеона не був зумовлений балансом політичних та збройних сил європейських держав)»[4]. |

## Переклад українською
- Стефан Цвейг (2017). Зоряні миті людства: новели (укр) . Переклад з німецької: Василь Бобинський, Наталя Сняданко, Ірина Стешенко та Петро Таращук. Харків: «Фоліо». с. 512. ISBN 978-966-03-7179-8.

## Галерея
| 1. Маршал Груші | 2. Ульріка Леветзов | 3. Джон Саттер | 4. Федір Достоєвський | 5. Роберт Скотт | 6. Васко де Бальбоа | 7. Падіння Візантії |

| 8. Фрідріх Гендель | 9. Руже де Ліль | 10. Сайрус Філд | 11. Станція Астапово | 12. Запечатаний вагон | 13. Тулій Цицерон | 14. Президент Вільсон |